# Волан (деталь одежды)

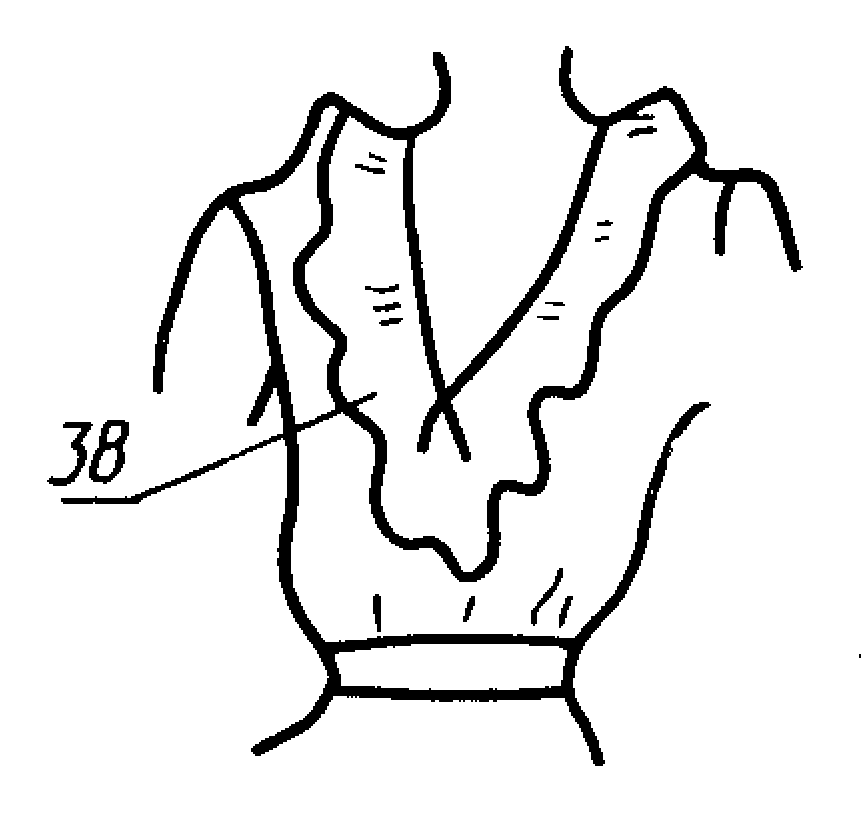
Вырез платья, оформленный воланами

Вола́н (от фр. volant) — декоративная деталь швейного изделия в виде широкой полосы материала особого кроя, обеспечивающей её волнообразный край. Воланами отделывают преимущественно платья, блузки и нижние юбки.
Воланы кроят по косой или поперечной нити в виде круга, полукруга, кольца и спирали, их притачивают срезом, имеющим меньшую длину, от излишков длины по отлетному краю образуются мягкие фалды. Волан, выполненный по выкройке, похожей на раковину, называется кокилье. Воланы делают одинарными и многоярусными. Волан может быть одинаковой ширины по всей длине или суживаться к одной или двум сторонам. Притачные воланы соединяют со срезом основного изделия (проймам, горловине, низу рукава или юбки), настрочные воланы прикрепляют на основное изделие, например, каскадом на многоярусную юбку. Отлетной край волана заделывают швом в край, пико или косой бейкой.